# Domingo Báñez

Commentaria in secundam secundae D. Thomae, 1586

Domingo Báñez, (Valladolid, 29 de febrer de 1528 - Medina del Campo,1604) fou un frare dominic i teòleg castellà.
El 1542, als quinze anys, anà a Salamanca on estudia Arts. El 1546 ingressà al convent de San Esteban de Salamanca, centre de gran prestigi per la presència de Francisco de Vitòria i Diumenge de Soto, entre d'altres. Hi estudià teologia entre els anys 1548 i 1552 amb Melchor Cano i Pedro de Sotomayor. En 1552, amb 24 anys, començà a ensenyar Arts en San Esteban. Entre els 1555 i 1561, professà la Teologia com lector. És destinat a Àvila, en el convent dominic de Sant Tomás. En aquesta ciutat coneixerà a Santa Teresa, a la qual ajuda i assessora en els seus projectes reformadors. El 1573 ver ser nomenat rector del Col·legi de San Gregorio de Valladolid.
El 1576 va ser sol·licitat per la inquisició, per la qual cosa després va fer oposicions a la càtedra de Salamanca convertint-se així en catedràtic als quaranta-nou anys. Durant aquests anys, Báñez treballà en la reforma gregoriana del calendari. En 1580, guanyà la càtedra de prima de Teologia, la més prestigiosa de la Universitat de Salamanca, que professà fins a 1599. Durant aquests anys publicà les seves obres principals, entre les quals cal destacar els seus comentaris escolàstics a la Summa Teològica de Sant Tomàs. També en aquesta època Báñez sofrí un nou procés inquisitorial, després que fra Luis de León denunciés que algunes afirmacions de Báñez sobre l'eucaristia s'assemblaven a l'error de Luter. Però tampoc en aquesta ocasió Báñez va resultar condemnat. Es va jubilar el 1599, retirant-se a Medina del Campo, on va morir el 1604.

## Edicions clàssiques de Domingo Báñez

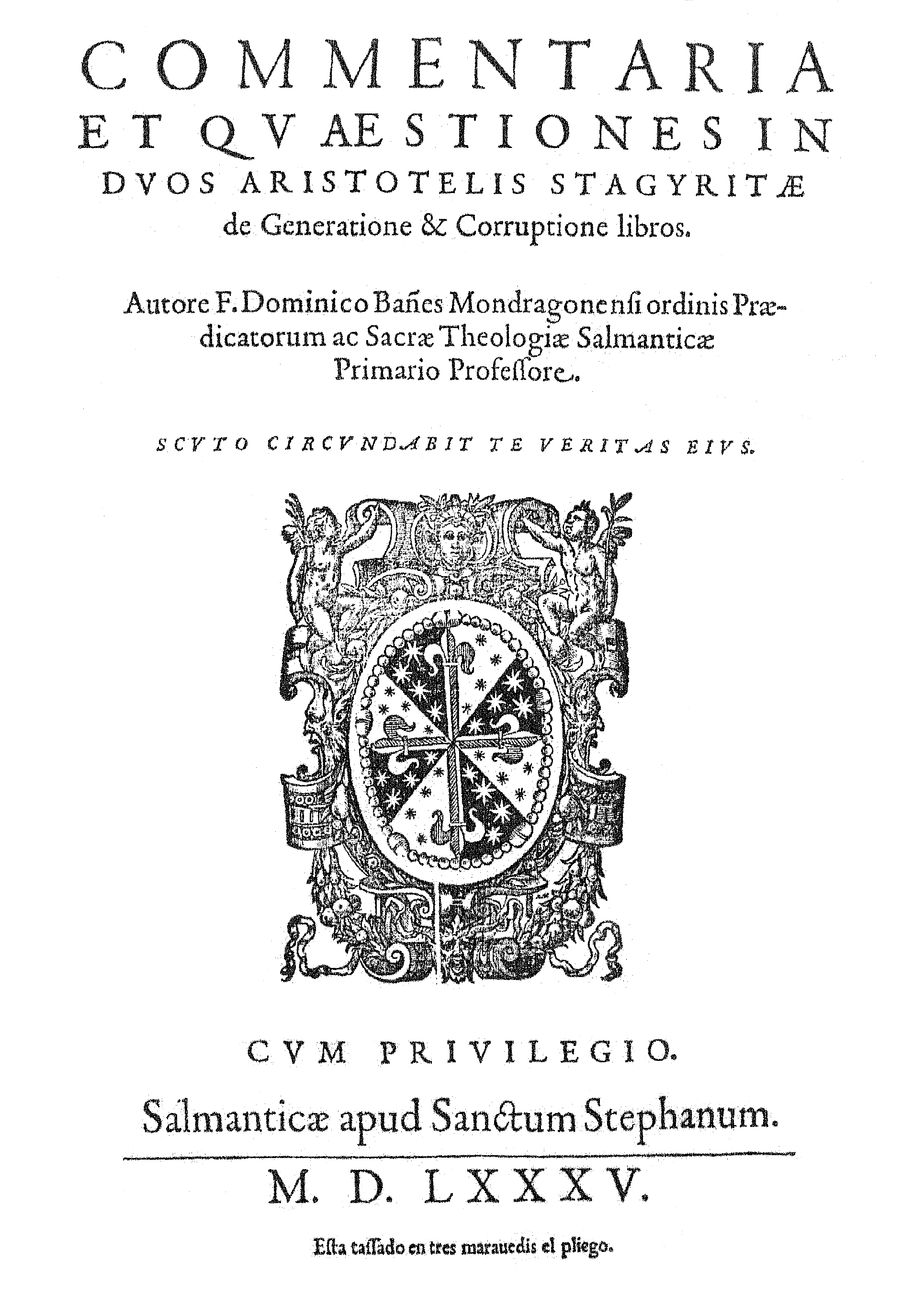
Commentaria et quaestiones in duos Aristotelis Stagyritae De generatione & corruptione libros (1585).

- Scholastica commentaria in primam partem angelici doctoris D. Thomae ad sexagesimam quartam quaestionem complectentia, Salmanticae 1584.
- Scholastica commentaria super caeteras primae partis quaestiones, Salmanticae 1588.
- Scholastica commentaria in secundam secundae angelici doctoris Thomae, quibus, quae ad fidem, spem et charitatem spectant, clasissime explicantur usque ad XLVI quaestiones, Salmanticae 1584.
- Commentaria et quaestiones in duos Aristotelis Stagyritae de Generatione et corruptione libros, Salmanticae 1585.
- Relectio de merito et augmento charitatis in vigilia Pentecostes solemniter prolata, Salmanticae 1590.
- Scholastica commentaria in secundam secundae a quaestione LVII ad LXXVIII de iure et iustitia decissiones, Salmanticae 1594.
- Apologia fratrum praedicatorum in provincia Hispaniae sacrae theologiae professorum, adversus novas quasdam assertiones cuiusdam doctoris Ludovici Molina nuncupati, Matriti 1595. (Es pot veure en Vicente Beltrán de Heredia, Domingo Báñez i les controvèrsies sobre la gràcia. Texts i documents, CSIC, Madrid 1968. Existeix traducció espanyola per Juan Antonio Hevia Echevarría, Apologia dels germans dominics contra la Concòrdia de Luis de Molina, Pentalfa, Oviedo 2002.)
- Institutiones minoris Dialecticae quas Summulas vocant, Salmanticae 1599.

## Manuscrits conservats de Domingo Báñez
- Contra reliquias pelagianorum censura, Arxiu de la Curia General dels dominics a Roma (XIV, 146).
- De efficacia divini auxilii, Biblioteca Angèlica de Roma, ms. 862.
- Responsio ad quaestionem: An liberum hominis arbitrium habeat se passive in ordine ad receptionem auxilii efficacis, Biblioteca angèlica de Roma, ms. 862.
- Apperta differentia inter catholicorum doctrinam defendentium efficaciam divinae gratiae et impiam sententiam Calvini negantis arbitrii nostri libertatem, Biblioteca angèlica de Roma, ms. 862.
- De efficacia gratiae contra PP. Jesuitas, Biblioteca angélica de Roma, ms. 862.
- Censura trium propositionum Molinae facta Vallisoleti 1594 a PP. Dominicanis, Biblioteca angèlica de Roma, ms. 862.
- Resposta contra una relació composta pels Padres de la Compañía de Jesús de Valladolid (1602), Arxiu dominic d'Àvila.

## Edicions modernes de Domingo Báñez en llatí

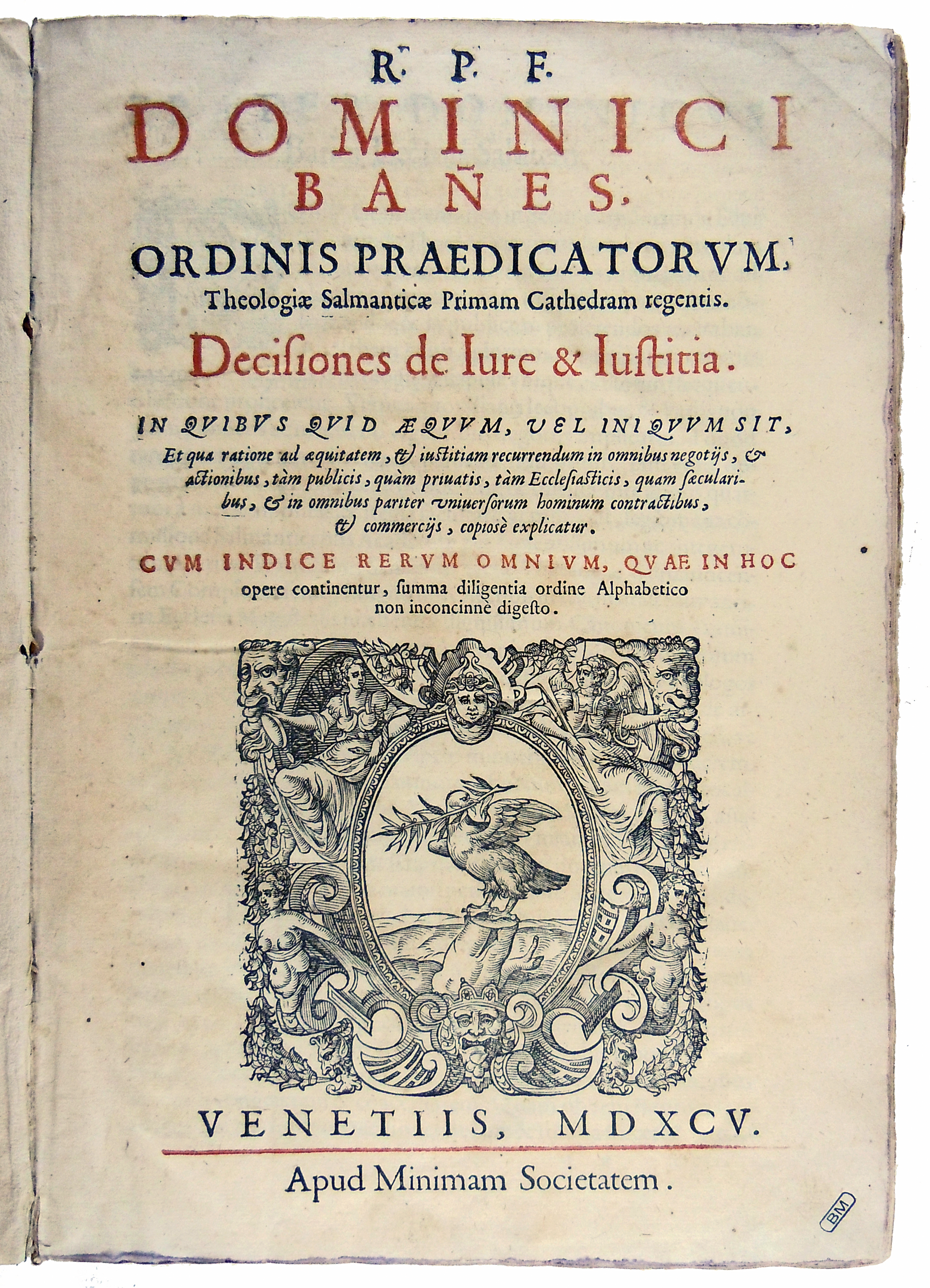
Decisiones de Iure & Iustitia, 1595 (Milano, Fondazione Mansutti).

- Comentaris inèdits a la Prima secundae de Sant Tomàs, en tres toms editats pel CSIC (tomo I, De fine ultimo, de actibus humanis, Madrid 1942; tomo II, De vitiis et peccatis, Madrid 1944; tomo III, De gratia Dei et de vera et legitima concordia liberi arbitrii cum auxiliis gratiae, Madrid 1948) i preparats per Vicente Beltrán de Heredia, O. P.
- Comentaris inèdits a la tercera part de Sant Tomàs, en dos toms editats pel CSIC (tomo I, De Verbo incarnato, Madrid 1951, tomo II, De sacramentis, Madrid 1953) i preparats per Vicente Beltrán de Heredia.
- Diversos documents relatius a les disputes d'auxiliis consultables a Vicente Beltrán de Heredia, Domingo Báñez i les controvèrsies sobre la gràcies. Texts i documents, CSIC, Madrid 1968.